# When a Woman
«When a Woman» es una canción interpetada por la cantante colombiana Shakira, parte de su undécimo álbum de estudio El Dorado.
Cuando Shakira lanzó el álbum el 26 de mayo de 2017, subió fotos tocando todas las canciones. La foto de esta canción tuvo mucho éxito y a partir de octubre de 2017, su contador de vistas ronda los 4 millones de visitas. En Spotify, la canción ha acumulado más de 14,5 millones de reproducciones.

## Antecedentes y producción
La canción fue escrita por Shakira, Curtis McKenzie, John Mills, Julia Michaels, Magnus Hoiberg y Justin Tranter, y fue producida por Shakira, Kashmir Cat y McKenzie y Cirino.
La canción fue escrita completamente en inglés y es una de las pocas canciones de las trece canciones del álbum que están escritas en este idioma, siendo las otras dos canciones que están escritas en este idioma «Cocout Tree» y «What We Said» (la versión en inglés de la canción francesa del álbum llamada «Comme moi», en colaboración con el cantante francés Black Am, y en esta versión en colaboración con la banda estadounidense Magic!). La canción es la cuarta canción del álbum.

## Reseñas
El sitio web de música Idolator clasificó la canción en el décimo lugar en la lista de las «50 mejores canciones pop de 2017», incluso aunque no se lanzó como sencillo. Además, mencionan a «Chasing Shadows», que se incluyó en Shakira, y también la canción «Men In This Town», que se incluyó en She Wolf.